# Suzhou (rivier)

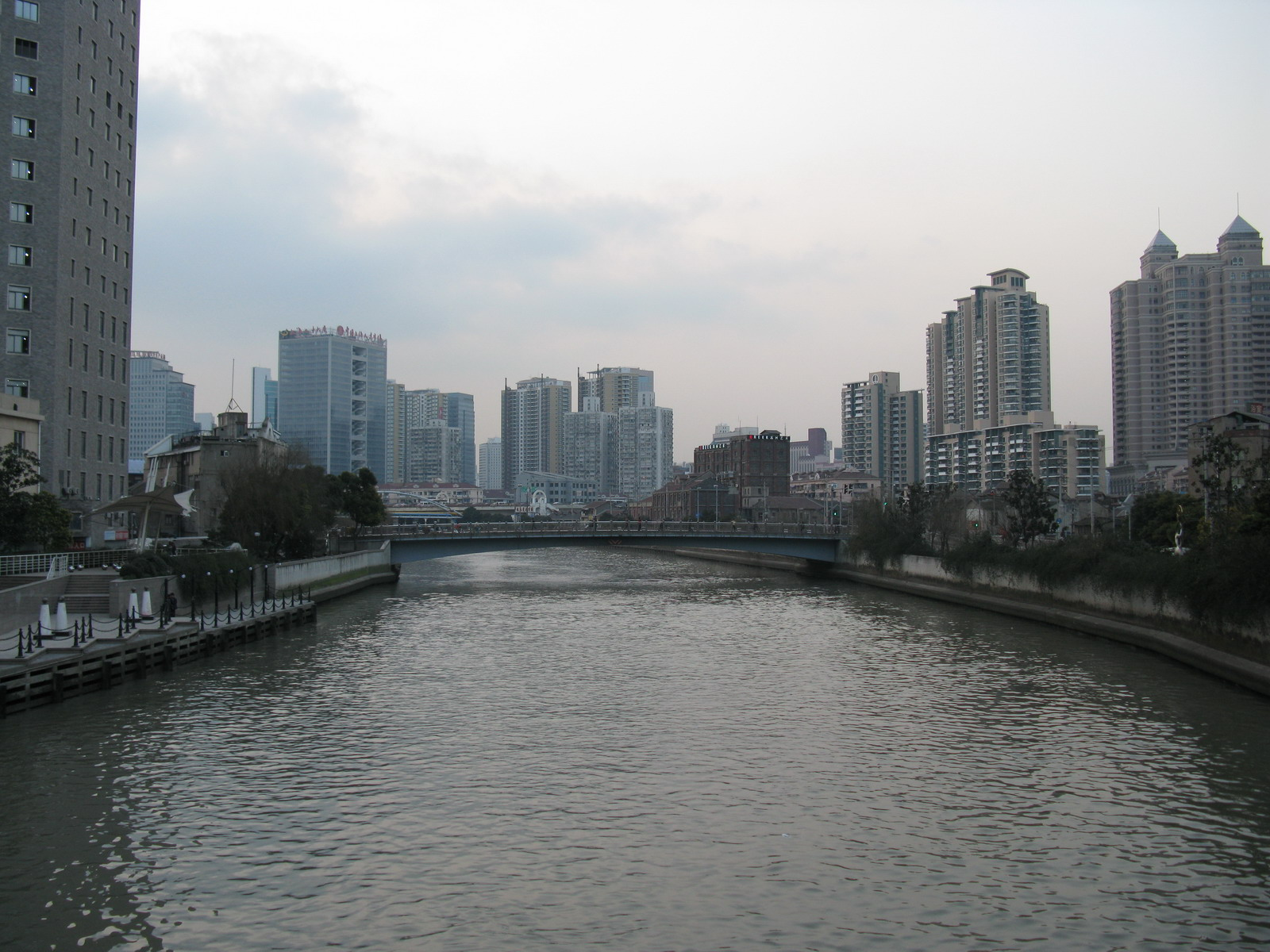
Suzhou stroomt door Shanghai

De Suzhou (Vereenvoudigd Chinees: 苏州河, Traditioneel Chinees: 蘇州河, pinyin: Sūzhōu Hé, Engels: Suzhou Creek), ook Wusong (Vereenvoudigd Chinees: 吴淞江, Traditioneel Chinees: 吳淞江, pinyin: Wúsōng Jiāng) genoemd, is een rivier in het oosten van de Volksrepubliek China.
De Suzhou is een zijrivier van de Huangpu Jiang die in het centrum van Shanghai uitmondt in de Huangpu Jiang.  De rivier ontspringt en wordt gevoed door het Taihumeer en heeft een lengte van 125 km waarvan 54 km in het gebied van de stadsprovincie Shanghai en 24 km in de dicht bebouwde stadskern. De rivier is genoemd naar de stad Suzhou in de provincie Jiangsu, voor de groei van Shanghai de dominantste stad in de regio.
De rivier is steeds een demarcatielijn geweest in de verdeling van de stad.  Na het verdrag van Nanking en de internationale ontsluiting van China, scheidde de rivier de Britse concessie in het zuiden van de Amerikaanse concessie in het noorden voor dit in 1863 de Internationale Concessie van Shanghai werd.  Bij de inval van Japan in 1937 werd de Internationale Concessie beperkt tot de zuidelijke rivierbank en werd de noordelijke oever de grens van de Japanse concessie.  De Suzhou vormt heden in Shanghai de noordgrens van het district Huangpu.  Aan de monding, op de grens van Huangpu en het district Hongkou wordt de rivier overbrugd door de Waibaidubrug die de Bund verbindt met de Astor House en Broadway Mansions hotels.
De rivier heeft een geschiedenis van zware vervuiling gekend.  Vanaf 1920 stond de rivier zelfs geboekstaafd als de vuilste, of meest riekende rivier van China.  Een zuiveringsinspanning werd pas in 1998 aangevat.  Vanaf de jaren dertig werd de rivier intensiever voor scheepvaart gebruikt en werd de industrie aan de oevers van deze rivier opgetrokken.